# ジョルジョ・フォンターナ
ジョルジョ・フォンターナ（Giorgio Fontana, 1981年4月22日 - ）は、イタリアの作家。イタリア北部のロンバルディア州サロンノ生まれ。

## 人物・作品
2007年に青春小説『新年に向けての新しい決意』でデビューしたのち、現代の都会の秘密組織を題材にした小説『ノヴァーリス』（2008年）を発表。裁判と正義をめぐる二部作、『上級法のために』（2011年）と『幸せな男の死』（2014年）で広く注目され、『幸せな男の死』では《カンピエッロ賞》を受賞。2016年にはミラノを舞台とした恋愛小説『ひとつだけの天国』を発表している。
小説のほかにも、現代イタリア社会を論評した『闇の速度』（2011年）などがあり、『バベル56―移りゆく都会の八つの停留所』（2008年）はミラノの多民族・多文化社会を描くルポタージュとして《トンデッリ賞》最終候補となった。また、ケニアのナイロビのスラム街で活動するＮＰＯ組織を題材としたグラフィックノベル『金属板』（ダニロ・デニノッティとルーチョ・ルヴィドッティとの共作）の原作や、『ソーレ・24・オーレ』紙をはじめとする新聞・雑誌で記事を執筆など、ジャーナリストとしての顔も持つ。イタリア語版漫画『ミッキーマウス』のストーリー構成を手掛けたり、ライティングスクール《スクオーラ・ホールデン》で教えたりもしている
短編「働く男」は、アンソロジー「どこか、安心できる場所で　新しいイタリアの文学」（国書刊行会, 2019年10月刊）　に所収されている。